# Eriopyga bravoae
Eriopyga bravoae är en fjärilsart som beskrevs av Beutelspacher 1984. Eriopyga bravoae ingår i släktet Eriopyga och familjen nattflyn. Inga underarter finns listade i Catalogue of Life.